# Camponotus orthocephalus
Camponotus orthocephalus är en myrart som beskrevs av Carlo Emery 1894. Camponotus orthocephalus ingår i släktet hästmyror, och familjen myror. Inga underarter finns listade.